# Frank Solari (álbum)
Frank Solari é o primeiro álbum do aclamado guitarrista brasileiro Frank Solari.
O CD foi produzido pelo próprio Solari. Foi gravado durante o ano de 1993, em Porto Alegre/RS e lançado no mercado em 1994. Teve uma edição lançada e distribuída pelo selo Dubas/Warner Brasil, com outra capa.
O álbum é todo autoral e instrumental, e foi bastante elogiado pela mídia, tendo sido indicado ao Prêmio Açorianos em 3 categorias. Além disso, o álbum aparece na 87ª posição do livro "Os Cem Grandes Álbuns do Rock Gaúcho".

## Músicos
Frank Solari - guitarras

Roger Solari - baixos

Ricardo Baumgartem - baixos

Michel Dorfman - teclados

Cau Netto - teclados

Zé Marcos - teclados

Fernando do Ó - percussão

Kiko Freitas - bateria

Pedrinho Figueiredo - sax soprano

Daniel Sá - Violão

## Faixas
01. Bulita

02. Hatch Way

03. Life Style

04. Next Dream

05. Salsa

06. Texas' Rose

07. Play that Rock!

08. Flying Messenger

09. Funk Indiano

10. Green Eyes

11. Power

12. The Feeling Inside

13. Voices

## Prêmios e Indicações
| Ano  | Prêmio           | Categoria                | Indicação    | Resultado |
| ---- | ---------------- | ------------------------ | ------------ | --------- |
| 1994 | Prêmio Açorianos | Espetáculo               | Frank Solari | Venceu    |
| 1994 | Prêmio Açorianos | Instrumentista de Cordas | Frank Solari | Venceu    |
| 1994 | Prêmio Açorianos | Disco                    | Frank Solari | Indicado  |